# Trois-Ponts
Trois-Ponts (deutsch veraltet: Dreibrücken) ist eine Gemeinde in der Provinz Lüttich in der Wallonischen Region in Belgien mit 2547 Einwohnern (Stand 1. Januar 2024) und einer Fläche von 68,9 km².
Die Gemeinde befindet sich am Zusammenfluss der Amel und der Salm. Unterhalb der Ortschaft befinden sich die Wasserfälle von Coo sowie die Speicherbecken des Pumpspeicherkraftwerks Coo-Trois-Ponts.
Trois-Ponts liegt im Schnittpunkt der Luxemburger Nordbahn und der Bahnstrecke Rivage–Gouvy.